# Žalm 58

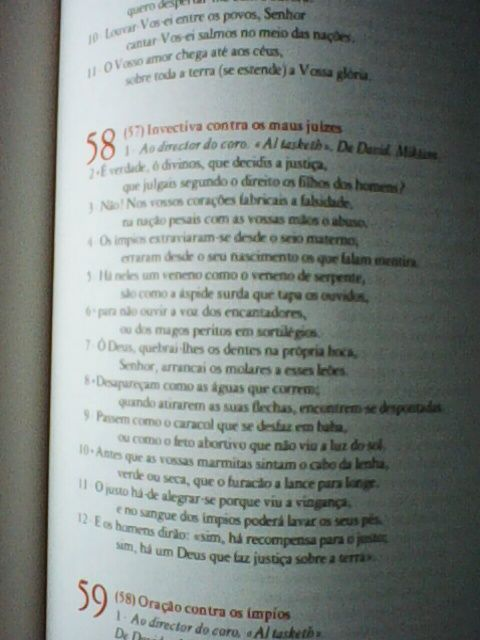
Detail otevřené Bible zobrazující celý Žalm 58.

Žalm 58 („Opravdu svou němotou hlásáte spravedlnost?“) je biblický žalm. V překladech, které číslují podle Septuaginty, se jedná o 57. žalm. Žalm je nadepsán těmito slovy: „Pro předního zpěváka, jako „Nevyhlazuj!“ Davidův, pamětní zápis.“ Podle některých vykladačů toto nadepsání znamená, že žalm byl nejspíše vytesán do kamene a určen k tomu, aby jej za určitých okolností odzpívával zkušený zpěvák za přítomnosti krále z Davidova rodu. Tradiční židovský výklad však považuje žalmy, které jsou označeny Davidovým jménem, za ty, které sepsal přímo král David. Raši vysvětluje, že hebrejský termín al tašchet (אַל־תַּשְׁחֵת, „jako Nevyhlazuj“) odkazuje na to, že takto označený žalm souvisí se situací, kdy byl David blízek smrti a zkázy. Spis Šimuš Tehilim („Užití Žalmů“), jehož autorem je zřejmě židovský učenec Chaj Ga'on (939–1038), uvádí, že recitace 58. žalmu chrání před napadnutím zlým psem.